# Надь, Миклош
Ми́клош Надь (рум. Miklós Nagy; 11 января 1918, Румыния — неизвестно) — румынский футболист, играл на позиции защитника. Участник чемпионата мира 1938 года.

## Карьера
Всю футбольную карьеру играл за «Кришану».
Был включён в состав сборной Румынии для участия на чемпионате мира 1938 года, но на том турнире на поле не выходил.